# Physica Status Solidi
Physica Status Solidi was van 1961 tot 1970 een wetenschappelijk tijdschrift| op het gebied van de vastestoffysica. Tegenwoordig is het een groep van 4 tijdschriften die worden uitgegeven door Wiley-VCH:
- Physica Status Solidi A: Applications and Materials Science
- Physica Status Solidi B: Basic Solid State Physics
- Physica Status Solidi C: Current Topics in Solid State Physics
- Physica Status Solidi - Rapid Research Letters